# União Protestante
A União Protestante ou União Evangélica ou União de Auhausen (Protestantische Union, em alemão) foi uma coalizão de estados protestantes alemães fundada em 1608 por Frederico IV, Eleitor Palatino, para defender os direitos, territórios e a pessoa de cada um dos membros.

## Formação
O sindicato foi formado após dois eventos. Em primeiro lugar, o Sacro Imperador Romano-Germânico Rodolfo II e o Duque da Baviera Maximiliano I restabeleceram o catolicismo em Donauwörth em 1607. Em segundo lugar, em 1608, a maioria da Dieta Imperial decidiu que a renovação da Paz de Augsburgo de 1555 deveria estar condicionada à restauração de todas as terras da igreja apropriadas desde 1552. Os príncipes protestantes se reuniram em Auhausen, e formaram uma coalizão de estados protestantes sob a liderança de Frederico IV em 14 de maio de 1608. Em resposta, a Liga Católica organizou-se no ano seguinte, liderada pelo duque Maximiliano.

## Conflito entre luteranos e calvinistas
No entanto, a União Protestante foi enfraquecida desde o início pela não participação de vários poderosos governantes protestantes alemães, notavelmente o Eleitor da Saxônia. A União também foi assolada por conflitos internos entre seus membros luteranos e calvinistas.

## Dissolução por ordem de Fernando II
Em 1619, Frederico V do Palatinado aceitou a coroa da Boêmia em oposição ao imperador Fernando II. Em 3 de julho de 1620, a União Protestante assinou o Tratado de Ulm (em alemão: Ulmer Vertrag), declarando neutralidade e recusando-se a apoiar Frederico V. Em janeiro de 1621, Fernando II impôs uma proibição imperial a Frederico V e transferiu seu direito de eleger um imperador para Maximiliano. O Palatinado eleitoral também perdeu o Alto Palatinado para a Baviera. A União Protestante se reuniu em Heilbronn em fevereiro e protestou formalmente contra as ações de Fernando. Ele ignorou essa queixa e ordenou que a União Protestante dissolvesse seu exército. Os membros do sindicato atenderam à demanda de Fernando sob o acordo de Mainz em maio, e em 14 de maio de 1621 foi formalmente dissolvido.

## Diretrizes da União Protestante
Com a intenção de fortalecer a segurança proporcionada pela Paz de Augsburgo, os protestantes formaram a união em 1608. Seus líderes criaram diretrizes e acordos para viver da seguinte forma:
1. Cada membro manterá de boa-fé com a ordem e seus herdeiros, terra e povo, e ninguém entrará em qualquer outra aliança.
2. Cada membro da união deve manter uma correspondência secreta para informar uns aos outros de todos os assuntos perigosos e ofensivos que possam ameaçar os herdeiros, a terra e o povo uns dos outros, e para isso cada um manterá um bom contato uns com os outros.
3. Sempre que surgirem questões importantes que digam respeito ao bem-estar do sindicato, os membros do sindicato ajudar-se-ão mutuamente com conselhos fiéis, a fim de defender cada um e cada um tanto quanto possível.
4. O desejo da união em questões relativas às liberdades e altas jurisdições dos Eleitores e Estados alemães deve ser apresentado e pressionado nas assembleias subsequentes do Círculo Imperial, e não meramente deixado para correspondência secreta entre si.
5. A união não afetará nosso desacordo em vários pontos da religião, mas que, apesar destes, concordamos em apoiar uns aos outros. Nenhum membro deve permitir um ataque a qualquer outro nos livros ou através do púlpito, nem dar causa a qualquer violação da paz, ao mesmo tempo em que deixa intocados os direitos de disputa do teólogo para afirmar a palavra de Deus.
6. Se um dos membros do sindicato for atacado, os membros restantes do sindicato virão imediatamente em seu auxílio com todos os recursos do sindicato.